# Языки Ливии
Фактически официальным языком Ливии является арабский литературный язык. Большинство населения, около 95 %, используют в речи арабский язык как родной, но также используют ливийский, египетский, тунисский диалекты и другие разновидности арабского языка.

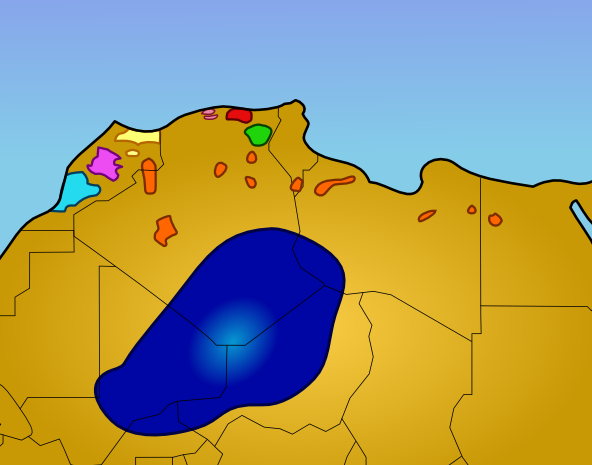
Районы Северной Африки, где говорят на берберских языках

## Языки меньшинств
Кроме арабского, около 305 000 человек говорят на нескольких берберских языках, таких как нафуси, ауджила, сокна, тамахак и гхадамесский язык. Кроме того, около 33 000 человек говорят на домари (одном из индоиранских языков) и несколько тысяч жителей знают тедагский и сахарские языки.
Бывший руководитель Ливии Муаммар Каддафи опроверг существование берберов в качестве отдельной этнической принадлежности и назвал берберов «продуктом колониализма», созданным на Западе, чтобы разделить Ливию. Берберский язык не был признан и не преподавался в школах. В Ливии запрещено давать детям берберские имена.
После недавних протестов Национальный переходный совет Ливии показал открытость по отношению к языку берберов. Телеканал независимых повстанцев «Ливия ТВ», штаб-квартира которого расположена в Катаре, использует берберский язык и алфавит тифинаг в некоторых из своих программ.

## Иностранные языки
Английский является наиболее заметным иностранным языком в бизнесе и экономике, а также для молодого поколения. Итальянский до сих пор используется в определенной степени некоторыми пожилыми людьми.